# التأريخ الصيني
التأريخ الصيني (بالانجليزية: Chinese historiography) هو دراسة التقنيات والمصادر التي يستخدمها المؤرخون لتطوير تاريخ الصين المسجل.

## نظرة عامة على تاريخ الصين
يعود تسجيل الأحداث في التاريخ الصيني إلى عصر مملكة شانغ (حوالي 1600-1046 قبل الميلاد). نجت العديد من الأمثلة المكتوبة من النقوش الاحتفالية والعرافة وسجلات أسماء العائلات التي تم نحتها أو رسمها على قوقعة السلحفاة أو عظامها. نظرًا للسياق الديني الموحد لسجلات مملكة شانغ المكتوبة، فقد تم اعتماد أسلوب الحفظ وجعله أمرًا مهمًا عند تفسير تاريخ المملكة. قد تكون أول محاولة حقيقية لتسجيل التاريخ في الصين هي النقش على مقلاة شي تشيانغ البرونزية لسلالة زو الحاكمة. تشكل هذه وآلاف النقوش البرونزية الصينية الأخرى مصادرنا الأساسية للفترة التي تم فيها وضعها في مدافن النخبة.
جمعت أقدم نصوص التاريخ الناجية في الصين في كتاب الوثائق (شوجينغ). يغطي كتاب حوليات الربيع والخريف (تشون كيو)، وهو التاريخ الرسمي لدولة ليو، الفترة من عام 722 حتى عام 481 قبل الميلاد وهي من بين أقدم النصوص التاريخية الصينية الباقية التي تم ترتيبها على شكل حوليات. تُنسب مجموعات هذين العملين تقليديًا إلى كونفوشيوس. يُعتبر كتاب تسوه جوهان، المنسوب إلى المؤرخ تسوه كيمينغ في القرن الخامس قبل الميلاد، أول عمل صيني في التاريخ السردي وهو يغطي الفترة من عام 722 حتى عام 468 قبل الميلاد. يُعد كتاب زان جو سي المكتوب من قِبَل مجهول عملًا تاريخيًا صينيًا قديمًا مشهورًا إذ يتكون من نصوص متفرقة عن حقبة الممالك المتحاربة بين القرنين الثالث والأول قبل الميلاد.
تمت كتابة أول نص تاريخي صيني منهجي تحت عنوان سجلات المؤرخ الكبير (شيجي) على يد سيما شيان (145 أو 135-86 قبل الميلاد) بناءً على عمل والده، سيما تان، خلال فترة سلالة هان الحاكمة. يغطي الكتاب الفترة الممتدة من عهد الإمبراطور هوان جي دي حتى فترة حياة المؤلف. تضاءلت كمية المصادر المتاحة لهذا الكتاب نتيجة حادثتي حريق إلى جانب حريق القصر في القرون السابقة. بسبب هذا الكتاب الذي تمت الإشادة به كثيرًا ونسخه بشكل متكرر، غالبًا ما يُنظر إلى سيما شيان على أنه والد التأريخ الصيني. تم نسخ كتاب التاريخ الأربعة والعشرون، وهو التاريخ الرسمي للسلالات التي يعتبرها المؤرخون الصينيون الإمبراطوريون شرعية، في نفس صياغة سيما شيان. عادةً ما يوظف الحكام الذين يبدأون سلالة جديدة العلماء لتجميع تاريخ نهائي من السجلات السابقة باستخدام مجموعة متنوعة من المصادر.
في مطلع الألفية، قام أميني المكتبات الإمبراطورية ليو شيانغ وليو شين بتحرير عدد كبير من النصوص المبكرة وفهرستها، بما في ذلك جميع النصوص الفردية المدرجة أعلاه. من المعروف أن الكثير من الأدبيات المنقولة التي نجت حتى اليوم هي النسخة التي قاما بتحريرها من كميات أكبر من المواد المتاحة في ذلك الوقت. في عام 190، دُمرت العاصمة الإمبراطورية مرة أخرى على إثر حادثة حرق مفتعل، ما تسبب في فقدان كميات كبيرة من الأعمال التاريخية.
يُعد كتاب شيتونغ أول عمل صيني حول التأريخ. تم تجميعه على يد ليو تشيجي بين عامي 708 و 710 بعد الميلاد. يصف الكتاب النمط العام للتاريخ الرسمي للسلالات فيما يتعلق بالهيكل والطريقة والترتيب والتسلسل والعنوان والتعليق الذي يعود إلى حقبة الممالك المتحاربة.
يُعد كتاب زيزي تونجيجيان عملًا مرجعيًا رائدًا في التأريخ الصيني. أمر الإمبراطور سونج ينجزوزنج المؤرخ سيما غوانغ وعلماء آخرين بالبدء في تجميع هذا التاريخ العالمي للصين في عام 1065، ثم قدموه إلى خليفته شنتسونغ في عام 1084. يحتوي الكتاب على 294 مجلدًا وحوالي ثلاثة ملايين حرف، وهو يروي تاريخ الصين من عام 403 قبل الميلاد إلى بداية سلالة سونغ في عام 959. كسر هذا الأسلوب ما يقرب من ألف عام من تقليد سيما شيان، الذي استخدم الحوليات للعهود الإمبراطورية والسير الذاتية أو الأطروحات لمواضيع أخرى. لم يتبع أسلوب زيزي تونجيجيان الأكثر اتساقًا التاريخ الرسمي اللاحق. في منتصف القرن الثالث عشر، تأثر أويويانغ إكسيو بشدة بعمل شوي جوزينغ. أدى ذلك إلى إنشاء كتاب التاريخ الجديد للسلالات الخمس، الذي غطى خمس سلالات في أكثر من 70 فصلًا.
بحلول فترة نهاية سلالة تشينغ الحاكمة في أوائل القرن العشرين، نظر العلماء إلى اليابان والغرب بحثًا عن نماذج مماثلة. في أواخر تسعينيات القرن التاسع عشر، على الرغم من تعلمه العميق في الأنماط التقليدية، بدأ ليانغ كيتشاو في نشر دراسات وسجالات مكثفة ومؤثرة حولت القراء الشباب إلى نوع جديد من التأريخ الذي اعتبره ليانغ أكثر علمية. نشر ليو يتشنج العديد من الأعمال التاريخية المتخصصة بما في ذلك تاريخ الثقافة الصينية. تطور هذا الجيل الجديد من المؤرخين المحترفين وتلقوا تدريبًا وتدريسًا في الجامعات. كان من بينهم تشانغ تشي يون وجو جيغانغ وفو سو نين وتسيانغ تينغفو، الذين حصلوا على درجة الدكتوراه من جامعة كولومبيا؛ بالإضافة إلى تشين ينكو، الذي أجرى أبحاثه حول تاريخ الصين في العصور الوسطى في كل من أوروبا والولايات المتحدة. اشتُهر المؤرخون الآخرون، مثل شين مو، الذي تلقى معظم فترات تدريبه في دراسات مستقلة، بكونهم أكثر تحفظًا، لكنهم في نفس الوقت حافظوا على استجابتهم الفردية للاتجاهات العالمية. في عشرينيات القرن العشرين، قامت مجموعة كبيرة من الباحثين، مثل جوو موروو، بتبني الماركسية من أجل تقديم صورة عن الصين باعتبارها أمة، بدلًا من أن يكون لها تاريخ غريب ومعزول. شهدت السنوات التي تلت ذلك تطور مهارات المؤرخين، مثل وو هان، بالنظريات الغربية، بما في ذلك الماركسية والتعلم الصيني.